# わーなびっ.jk
わーなびっ.jk（わーなびっどっとじぇーけー）は、アニメーション制作会社スタジオディーンのオリジナル企画。2013年にシリーズ開始。4コママンガ、ドラマCD、ピクチャードラマなど、多岐にわたり展開。

## 概要
ゆとり世代をテーマに物語が展開。女子高校生4人組が、将来の夢や不安を抱えつつ、ゆとり世代らしい発想で日常系ストーリーが繰り広げられていく。社会的にネガティブなイメージであるゆとり世代を、前向きに捉えた作品。キャッチコピーは「いつもよりすこしずれてる」。
2013年から4コママンガ、ドラマCD、原画集、ピクチャードラマと展開し、2016年10月31日に休止。

## 舞台
東京都を流れる荒川沿岸にある架空の女子高が舞台。作品に現れる背景には写真をトレースしたものが多い。

## 登場人物

### メインキャラクター
高槻 もらる（たかつき もらる）
声 - 三上枝織
160cm 50kg 牡羊座 AB型 高校3年生
ゆとり属性：ポジティブ暴走タイプ
将来の夢：カリスマアイドルになる！
とりい 裕美（とりい ゆみ）
声 - 照井春佳
138cm 36kg 射手座 A型 高校3年生
ゆとり属性：消極的控えめタイプ
将来の夢：背が高くなりたい。
柳澤 あみ（やなぎさわ あみ）
声 - 徳井青空
168cm 56kg 乙女座 B型 高校3年生
ゆとり属性：理想追求勢い優先タイプ
将来の夢：世界を駆け巡るカメラマン
佐々中 むつ（ささなか むつ）
声 - 楠田亜衣奈
164cm 54kg 蟹座 A型 高校3年生
ゆとり属性：保守的で現実的なタイプ
将来の夢：有名国立大学にストレート合格

### ゲストキャラクター
泉 永久恋愛（いずみ えくれあ）
声 - 小松未可子
162cm 48kg 山羊座 AB型
無欲な落着き行動派女子
将来の夢：ステップアップ&楽しい事を見つけたい

### その他
コンビニ店員
声 - 江口菜子

## スタッフ
- 原作 - d助・StudioDEEN／高橋知也
- 監督/演出/絵コンテ/音響監督 - 高橋知也
- 構成 - 高山カツヒコ
- キャラクターデザイン - 竹内哲也
- 作画監督 - 森本浩文(PV)、青野厚司(PD)
- 美術 - 椎野隆介
- 色彩設定 - 桂木今里
- 撮影/編集 - 10GAUGE、アスラフィルム
- 音響効果 - 白石唯果
- 音楽ディレクター - 臼井宏侑
- プロデューサー - 市岡大輔
- 総合プロデューサー - 秋田雄一郎
- アニメーション製作/制作 - スタジオディーン

## 主題歌
「あいわなびぃ」
作詞：江口菜子 作曲:U‐suke Mix:せろ 歌：蒼姫ラピス&江口菜子

## 劇中歌
「STAY of SUMMER」
作詞：江口菜子 作曲:U‐suke 歌：蒼姫ラピス&江口菜子
「わなびすたー」
作詞：江口菜子 作曲:U‐suke 歌：蒼姫ラピス&江口菜子

## ドラマCD
| 巻                         | 発売日        | 収録内容              | 規格品番 | 規格品番 |
| 巻                         | 発売日        | 収録内容              | CD       |          |
| -------------------------- | ------------- | --------------------- | -------- | -------- |
| 「わーなびっ.jk ドラマCD」 | 2013年8月10日 | 約60分（本編/座談会） | DSKW0001 |          |

## DVD
| 巻                                                  | 発売日        | 収録内容                                  | 規格品番 | 規格品番 |
| 巻                                                  | 発売日        | 収録内容                                  | DVD      |          |
| --------------------------------------------------- | ------------- | ----------------------------------------- | -------- | -------- |
| 「わーなびっ.jk ブックレット（4コマ&原画集）付DVD」 | 2013年8月10日 | 約30分（アニメーションPV/キャストトーク） | DSKW0011 |          |

## ピクチャードラマDVD
- ピクチャードラマパート&アニメパートのハイブリッドDVD

| 巻                                                                        | 発売日        | 収録内容                                                           | 規格品番 | 規格品番 |
| 巻                                                                        | 発売日        | 収録内容                                                           | DVD      |          |
| ------------------------------------------------------------------------- | ------------- | ------------------------------------------------------------------ | -------- | -------- |
| 「わーなびっ.jk ピクチャードラマ 〜ゆるゆる、ゆっとりムービー大作戦!!〜」 | 2014年9月14日 | 約30分（ピクチャードラマ/キャストトーク）                          | DSKW0012 |          |
| 「わーなびっ.jk ピクチャードラマ2 〜ゆとり×さとり、めぐりあい!!〜」       | 2015年10月5日 | 約32分（ピクチャードラマ/キャストトーク）/主題歌集CD（同梱）約23分 | DSKW0013 |          |